# 볼호프
볼호프(러시아어: Во́лхов, 핀란드어: Olhava)는 레닌그라드 주 볼호프스키 군에 속한 도시이다. 인구는 5만 명(2001년)이고, 면적은 10 821km이다.
볼호프강이 흐르고, 122킬로미터 지점에 상트페테르부르크가 위치한다. 옛 이름은 «볼호프스토이1»(Волховстрой 1)이다.
1933년에서 1940년까지는 볼호프스토이(Волховстрой)였다.